# 이러닝국제박람회
이러닝국제박람회는 이러닝시장의 해외 정보교류 및 국제협력 도모, 국제 이러닝 시장규모의 지속적인 성장에 따른 산업육성을 목적으로 개최되는 국제박람회이다. 대한민국 교육과학기술부, 문화체육관광부, 지식경제부의 주최로 개최되며 서울 코엑스에서 매년 9월 개최된다.